# カイザーパーマネンテ

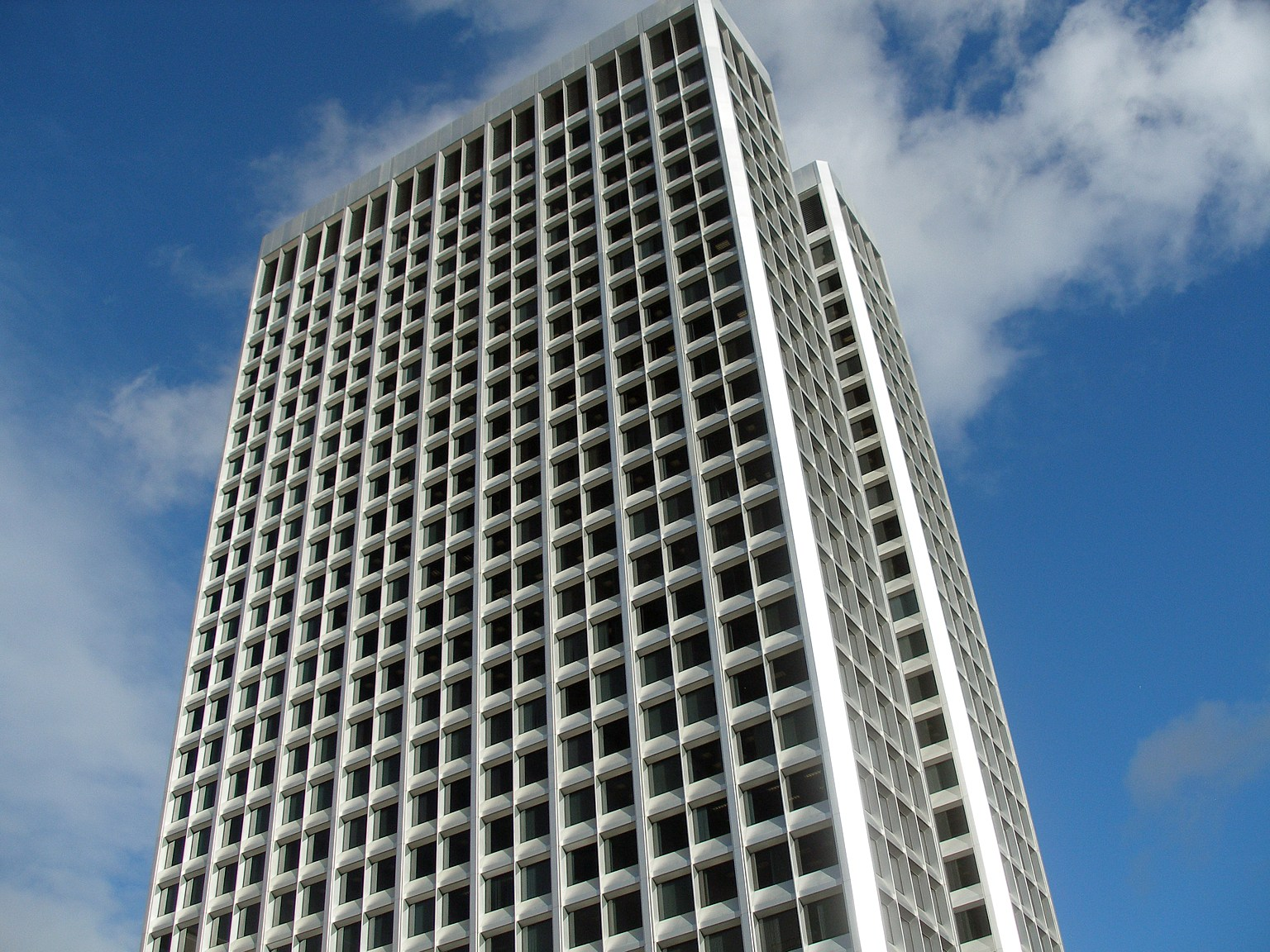
カイザーパーマネンテの本部（カリフォルニア州オークランド）

カイザーパーマネンテ（英語: Kaiser Permanente、略称：KP）はアメリカ合衆国の三大健康保険システムのひとつである健康維持機構で最大の組織である。ドイツ生まれでアメリカへ近代的造船業をもたらしたヘンリー・カイザー（Henry J. Kaiser）が医師のシドニー・ガーフィールド（Sidney Garfield）と協力して自身の造船所の従業員にために1945年に設立した組織に起源を持ち、今はカリフォルニア州オークランドに本拠を置く、アメリカの統合管理コンソーシアムである。
KPは3つの異なるが相互に依存する基本グループで構成されている。カイザー基金ヘルスプラン株式会社（KFHP）とその地域の事業子会社、カイザー基金病院、地域のパマネンテ医療グループである。 2017年現在、カイザーパーマネンテは8つの州（ハワイ州、ワシントン州、オレゴン州、カリフォルニア州、コロラド州、メリーランド州、バージニア州、ジョージア州）とコロンビア特別区で事業を展開しており、米国最大の健康維持機構である。
2018年12月31日現在、カイザーパーマネンテには、1,220万人の健康プランメンバー、217,415人の従業員、22,914人の医師、59,127人の看護師、39の医療センター、690の医療施設があった。その時点で、非営利のカイザー基金ヘルスプランとカイザー基金病院の事業体は、営業収益の797億ドルに対して合計25億ドルの純利益を報告している。各パーマネンテ医療グループは、それぞれの地域で独立した営利パートナーシップまたは専門企業として運営されており、財務結果を公に報告するものはないが、各地域は主にそれぞれの地域カイザー財団健康計画事業体からの払い戻しによって資金提供されている。 KFHPは、米国最大の非営利団体の1つです。
KPのケアの質は高く評価されており、予防ケアに重点を置いていること、医師がサービスの料金量に基づいて支払われるのではなく給料が支払われること、そして患者が慎重に費用のかかる病院で過ごす時間を最小限に抑える試みで滞在を計画している。しかし、従業員組合との紛争も抱えており、記録の改ざんと患者の追い出しに対する民事および刑事告発に繰り返し直面し、特に精神病の問題を抱える患者に提供されたケアの質に関して規制当局の規制に直面し、批判に直面しました、活動家および規制当局から現金準備金の規模に関して批判されている。

## 参照項目
- 米国の健康保険 (Health insurance in the United States)
- 米国の三大健康保険システム：健康維持機構、メディケア、メディケイド